# Anthurium narinoense
Anthurium narinoense är en kallaväxtart som beskrevs av Thomas Bernard Croat. Anthurium narinoense ingår i släktet Anthurium och familjen kallaväxter. Inga underarter finns listade.